# Peter McDonald
Peter McDonald (Coonabarabran, Nova Gal·les del Sud, 27 de setembre de 1978) és un ciclista australià, professional entre el 2006 i el 2011.
En el seu palmarès destaca la victòria a l'UCI Oceania Tour del 2008-2009 i el Campionat nacional en ruta del 2009.

## Palmarès
- 2004
  - 1r al Grafton to Inverell Classic
  - 1r al Tour of Bright i vencedor d'una etapa
- 2005
  - 1r al Tour de Nova Caledònia
  - Vencedor d'una etapa del Tour de Tasmània
- 2007
  - 1r al Tour del riu Murray i vencedor de 2 etapes
  - 1r al Baw Baw Classic
- 2008
  - 1r al Tour of Bright i vencedor de 2 etapes
  - Vencedor d'una etapa del Tour de Taiwan
  - Vencedor d'una etapa del Tour de Hokkaido
- 2009
  - 1r a l'UCI Oceania Tour
  -  Campionat nacional en ruta
  - 1r al Tour de Wellington i vencedor d'una etapa
  - Vencedor d'una etapa del Tour de Taiwan
- 2010
  - Vencedor d'una etapa del Tour de Wellington